# Опасные вредные организмы
Опасные (экономически значимые) вредные организмы (в защите растений) – вредные организмы, способные при массовом размножении и (или) распространении вызывать имущественный ущерб, связанный с утилизацией продукции (от 10 до 30%), снижение её качества и потребительской ценности в отдельных субъектах Российской Федерации в зонах товарного производства сельскохозяйственных культур и древесины. Термин использует, например, Кодекс РФ «Об административных правонарушениях», статья 10.1.
Всероссийским НИИ защиты растений Россельхозакадемии подготовлен Перечень опасных для продукции растительного происхождения вредных организмов.

## А. Вредители сельскохозяйственных растений
Мышевидные грызуны (на зерновых):
- общественная полёвка — Microtus socialis Pall.
- домовая мышь — Mus musculus L.
- европейская мышь, или обыкновенная лесная мышь — Apodemus sylvaticus L.

Злаковые тли (на зерновых):
- обыкновенная злаковая тля — Schizaphis graminum Rond.
- большая  злаковая тля — Sitobion avenae F.
- обыкновенная черёмуховая тля, или черёмухово-злаковая тля — Rhopalosiphum padi L.
- ячменная тля — Brachycolus noxia Mordv.

Шведские мухи (на зерновых):
- шведская муха овсяная — Oscinella frit L.
- шведская муха ячменная — Oscinella pusilla Meig.

Капустные мухи:
- весенняя капустная муха — Delia radicum  Linnaeus
- летняя капустная муха — Delia floralis Fall.

Прочие:
- Водяная полёвка (Arvicola terrestris (Linnaeus, 1758))
- Гессенская муха (Mayetiola destructor Say.)
- Гроздевая листовёртка — Lobesia botrana Den. et Schiff.
- Озимая совка (Agrotis segetum Schiff.)
- Пшеничный трипс (Haplothrips tritici Kurd.)
- Пьявица красногрудая — Oulema melanopus L.
- Серая зерновая совка (Apamea anceps Den. et Schiff.)
- Капустная совка (Mamestra brassicae L.)
- Кукурузный мотылёк — Ostrinia nubilalis Hbn.
- Хлебная жужелица (Zabrus tenebrioides Goeze)
- Хлебный жук-кузька (Anisoplia austriaca Herbst)
- Яблонная плодожорка (Cydia pomonella L.)

## Б. Вредители леса
- Мышевидные грызуны (Cricetidae, Muridae)
- Сосновый подкорный клоп (Aradus cinnamomeus  Panz.)
- Желудёвая плодожорка (Cydia splendana  (Hübner))
- Златогузка (Euproctis chrysorrhoea  (L.))
- Зимняя пяденица (Operophtera brumata  (L.))
- Кольчатый коконопряд - Malacosoma neustria  L.
- Серая лиственничная листовёртка - Zeiraphera diniana (Gn.)
- Пихтовая пяденица - Ectropis crepuscularia (Denis & Schiffermüller)
- Лунчатый коконопряд - Cosmotriche lobulina (Denis & Schiffermüller)
- Хвойная волнянка - Calliteara abietis (Denis & Schiffermüller)
- Июньский хрущ - Amphimallon solstitialis  (L.)
- Майский восточный хрущ - Melolontha hippocastani  (Fabricius)
- Майский западный хрущ - Melolontha melolontha  (L.)
- Обыкновенный сосновый пилильщик (Diprion pini L.)
- Рыжий сосновый пилильщик (Neodiprion sertifer  Geoffroy)
- Звёздчатый пилильщик-ткач (Acantholyda (Itycorsia) posticalis  (Matsumura))

## В. Болезни сельскохозяйственных растений
- Пиренофороз пшеницы  (желтая пятнистость пшеницы) — Pyrenophora tritici-repentis  (Died.) Drechsler
- Карликовая ржавчина — Puccinia hordei G.H.Otth. (на ячмене)
- Сетчатая пятнистость ячменя — Drechslera teres (Sacc.) Shoem. (=Pyrenophora teres Drechsler)
- Полосатая пятнистость ячменя — Drechslera graminea (Roben.) Shoem. (=Pyrenophora graminea S. Ito & Kurib.)
- Пятнистости растений — Septoria hordei Jacz.; Cochliobolus sativus (Ito et Kurib.) Drechsler ex Dastur. [=Bipolaris sorokiniana (Sacc.) Shoem.] (на зерновых)
- Корончатая ржавчина овса — Puccinia coronifera f. avenae Erikss.
- Красно-бурая пятнистость овса — Pyrenophora avenae S. Ito & Kurib.
- Головня ржи (пыльная головня ржи Ustilago nuda f.sp. tritici Schaffnit, твердая головня ржи Tilletia secalis (Corda) J.G. Kuhn., стеблевая головня ржи Urocystis occulta (Wallr.)Rabenh.
- Ринхоспориоз ржи — Rhynchosporium secalis (Oudem.) Davis.
- Мучнистая роса — Blumeria graminis (DC.) Speer. (на зерновых)
- Снежная плесень (фузариозная снежная плесень Microdochium nivale Sam. et Hall., тифулезная снежная плесень Typhula incarnata Lasch:Fr.) (на зерновых колосовых)
- Корневые и прикорневые гнили — возбудители — виды виды родов Pythium spp., Fusarium spp., Olpidium spp., Rhizoctonia spp., Cochliobolus spp., Gaeumannomyces spp., Oculimacula spp.) (на зерновых)
- Пыльная головня кукурузы — Sporisorium reilianum f. sp. zeae (Kühn) Langdon et Fullerton
- Пузырчатая головня кукурузы — Ustilago maydis (DC.) Corda
- Фузариоз початков кукурузы — возбудители — виды Fusarium spp.
- Стеблевые гнили кукурузы фузариозная - виды рода Fusarium  spp, угольная - Macrophomina phaseolina (Tassi) Goid.
- Ризоктониоз — Rhizoctonia solani Kuhn. (на картофеле)
- Альтернариоз — Alternaria solani Ell. et Mart. (на картофеле)
- Парша картофеля — Actinomyces scabies (Thaxt.) Gussow, Spongospora subterranea (Wallr.) Lagerh., Spondylocladium atrovirens (Harz) Harz ex Sacc. [=Helminthosporium solani Durieu & Mont.]
- Ложная мучнистая роса подсолнечника — Plasmopara halstedii (Farl.) Berl. et de Toni.
- Кила — Plasmodiophora brassicae Wor. (на капусте)
- Парша яблони — возбудитель — Venturia inaequalis (Cooke) G. Winter
- Корнеед — возбудители — виды родов Pythium spp., Fusarium spp., Phoma spp. (на сахарной свёкле)
- Ризомания (вирус некротического пожелтения жилок свёклы) — en:Beet necrotic yellow vein virus (на сахарной свёкле)

## Г. Болезни леса
- Корневая губка Heterobasidion annosum (Fr.) Bref. и другие гнили
- Марсонина ореха грецкого — Marssonina juglandis (Lib.) Magn.
- Голландская болезнь ильмовых (офиостомоз) Ophiostoma novo-ulmi Brasier
- Сосудистый микоз дуба
- Некрозно-раковые болезни
- Грибные болезни листьев и хвои

## Д. Сорные растения
- Амброзия полыннолистная (Ambrosia artemisiifolia L.)
- Горец щавелелистный (Persicaria lapathifolia (L.)S.F.Gray)
- Горчица полевая Synapis arvensis L.
- Гречишка вьюнковая (Fallopia convolvulus (L.) A. Loeve)
- Дескурения Софьи (Descurainia sophia (L.) Webb ex Prantl)
- Ежовник обыкновенный (Echinochloa crusgalli (L.) Beauv.)
- Заразиха подсолнечника (Orobanche cumana Wallr.)
- Звездчатка средняя (Stellaria media (L.)Vill.)
- Латук татарский Lactuca tatarica (L.) C.A.Mey
- Марь белая (Chenopodium album L.)
- Пикульник двунадрезанный Galeopsis bifida Boenn.
- Подмаренник цепкий (Galium aparine L.)
- Ромашка непахучая (Tripleurospermum perforate (Merat) M. Lainz)
- Щетинник зеленый Setaria viridis (L.) Beauv.
- Щетинник сизый Setaria pumila (Poir.)Schult.
- Щирица жминдовидная Amaranthus blitoides S.Wats.
- Щирица запрокинутая (Amaranthus retroflexus L.)
- Ярутка полевая (Thlaspi arvense L.)